# هانا ک.
هانا ک. (انگلیسی: Hanna K.) یک فیلم به کارگردانی کوستا گاوراس است که در سال ۱۹۸۳ منتشر شد. از بازیگران آن می‌توان به جیل کلایبورگ، ژان یان، گابریل بیرن، برونو کوراتساری و دیوید کلنون اشاره کرد.